# Direzione generale affari politici e di sicurezza
La Direzione generale affari politici e di sicurezza (DGAP) è una delle otto direzioni generali in cui si articola la struttura del Ministero degli affari esteri. Nell'attuale ripartizione delle funzioni e competenze tra gli uffici del Ministero, la DGAP è la direzione che, in linea generale, tratta le questioni di natura politico-strategica e di sicurezza internazionale, curando i rapporti su tali questioni sia nei rilevanti fori multilaterali che a livello bilaterale.

## Riforme
Le aree tematiche attualmente di competenza della DGAP, rispondendo alle nuove esigenze della politica estera, riflettono la riorganizzazione del Ministero degli esteri contenuta nel decreto del presidente della Repubblica 19 maggio 2010, n. 95. che dà attuazione alle norme della legge 133/2008 le quali impongono la riduzione degli assetti organizzativi delle amministrazioni centrali dello Stato. 
Con la riforma del 2010 è stata abbandonata la precedente distinzione, in vigore dal 2001, tra direzioni generali con competenze geografiche e direzioni generali con competenze tematiche, e viene adottata invece, in analogia a quanto avviene nei ministeri degli esteri dei principali altri Paesi europei, una nuova articolazione fondata su un numero più ridotto di direzioni generali divise per macroaree tematiche, coincidenti con le aree di priorità della politica estera: Affari politici e sicurezza, Mondializzazione e questioni globali, Promozione del sistema Paese, Unione europea, Direzione generale per gli italiani all'estero e le politiche migratorie e Direzione generale per la cooperazione allo sviluppo.

## Organizzazione
A capo della Direzione generale affari politici e di sicurezza, così come delle altre direzioni generali del Ministero affari esteri, vi è un direttore generale che è attualmente l’ambasciatore Pasquale Ferrara.
La Direzione generale per gli affari politici e di sicurezza (DGAP) si articola in nove uffici e quattro unità.

### Uffici
Le competenze dei nove uffici in cui si articola la DGAP sono le seguenti.
L'ufficio I è competente per il sistema delle Nazioni Unite, contribuisce alla definizione della politica estera italiana nei confronti del sistema onusiano nel suo complesso - incluse le operazioni per il mantenimento della pace e la diplomazia preventiva - e coordina l'azione italiana in Assemblea Generale, in Consiglio di Sicurezza e nei rapporti con il Segretariato ONU. L'ufficio II si occupa di promozione dei diritti umani e del diritto internazionale umanitario, garantendo il coordinamento dell'azione italiana nelle varie istanze multilaterali (per esempio il Consiglio d'Europa) e curando i rapporti con il Comitato e la Federazione internazionale della Croce Rossa.
Gli uffici III, IV, V e VI si occupano delle questioni inerenti alla sicurezza internazionale. In particolare, l'ufficio III cura l'agenda politica del G8 e la cooperazione internazionale contro le minacce globali (terrorismo, traffici illeciti, criminalità organizzata). L'ufficio IV contribuisce alla definizione della partecipazione italiana all'Alleanza Atlantica. L'ufficio V è competente in materia di disarmo e non proliferazione delle armi di distruzione di massa. L'ufficio VI coordina l'azione italiana nell'ambito dell'Organizzazione per la Sicurezza e la Cooperazione in Europa.
La dimensione geografica rispetto alle aree di maggiore proiezione della politica estera italiana è di competenza degli uffici: Ufficio VII – Cooperazione internazionale contro le minacce globali; Ufficio VIII – Vicino Oriente e Lega Araba; Ufficio IX - Penisola arabica, Golfo Persico, Afghanistan e Organizzazione della cooperazione Islamica; Ufficio X -  Maghreb; Ufficio XI - Questioni euro-mediterranee.

### Unità
Fanno parte della DGAP anche quattro Unità, che si distinguono dagli Uffici per il maggior numero di risorse umane impiegate e per il fatto di essere direttamente dipendenti dal Direttore Generale. 
Sono Unità con competenze geografiche le seguenti tre:
1. Unità per i Paesi dell'America Settentrionale; 
2. Unità per la Federazione Russa, i Paesi dell'Europa Orientale, del Caucaso e dell'Asia Centrale; 
3. Unità per l'Afghanistan e dimensione regionale.
A queste si aggiunge l'Unità PESC/PSDC, competente per la politica estera, di sicurezza e di difesa comune dell'Unione Europea.

### Direttori Centrali
La riforma del 2010 ha previsto l'istituzione della figura del direttore centrale che svolge le funzioni di vicario del direttore generale e coordina l'attività degli uffici di propria competenza. All'interno della DGAP sono tre i direttori centrali, responsabili rispettivamente per le Nazioni Unite e i diritti umani (uffici I e II), per la sicurezza, il disarmo e la non proliferazione (uffici III, IV, V e VI), per i Paesi del Mediterraneo e del Medio Oriente (uffici VII, VIII, IX, X, XI).